# Yonghyeon-myeon
Yonghyeon-myeon (koreanska: 용현면) är en socken  i kommunen Sacheon i provinsen Södra Gyeongsang i den södra delen av Sydkorea, 300 km söder om huvudstaden Seoul. Kommunens administration har sitt säte i Yonghyeon-myeon.